# European Open 2024
European Open 2024 a fost un turneu de tenis masculin care s-a jucat pe terenuri hard indoor. A fost cea de-a noua ediție a Openului European și a făcut parte din seria turneelor ATP 250 din Circuitul ATP 2024. A avut loc la Lotto Arena din Anvers, Belgia, în perioada 14–20 octombrie 2024.

## Campioni

### Simplu
Pentru mai multe informații consultați European Open 2024 – Simplu

### Dublu
Pentru mai multe informații consultați European Open 2024 – Dublu

## Puncte și premii în bani

### Distribuția punctelor
| Probă  | Câștigător | Finalist | Semifinalist | Sfertfinalist | Runda 2 | Runda 1 | Q   | Q2  | Q1  |
| Simplu | 250        | 165      | 100          | 50            | 25      | 0       | 13  | 7   | 0   |
| Dublu  | 250        | 150      | 90           | 45            | 0       | N/A     | N/A | N/A | N/A |

### Premii în bani
| Probă  | Câștigător | Finalist | Semifinalist | Sfertfinalist | Runda 2  | Runda 1 | Q2      | Q1       |
| Simplu | 104.985 €  | 61.235 € | 36.000 €     | 20.860 €      | 12.110 € | 7.400 € | 3.700 € | 2.,020 € |
| Dublu* | 36.470 €   | 19.510 € | 11.440 €     | 6.390 €       | 3.770 €  | N/A     | N/A     | N/A      |

*per echipă